# La sonrisa del vampiro (relato)
La sonrisa del vampiro (The Grinning Ghoul), también traducido como La risa del vampiro o El vampiro sonriente es un relato de terror escrito por Robert Bloch. Apareció en junio de 1936 en la revista Weird Tales.
En el relato aparecen varias referencias a los mitos de H. P. Lovecraft, como el libro Los misterios del gusano de Ludwig Prinn, el Necronomicón de Abdul Alhazred, y nombres como Yiggurath o Nyarlathotep.
Aunque en el relato la palabra ghoul ha sido traducida al español como vampiro, lo más probable es que Robert Bloch se refiera a los gules, una raza de criaturas carroñeras y necrófagas de los mitos de Lovecraft.

## Sinopsis
El relato está contado en primera persona por un narrador que se encuentra internado en un sanatorio para enfermos mentales y que anteriormente fue un psiquiatra destacado. Según el narrador no se encuentra realmente loco, sino que lo han internado porque la verdad de su experiencia no resulta creíble y no tiene pruebas que acrediten la verdad de su relato.
El narrador cuenta que en agosto pasado recibió en su consulta psiquiátrica a un paciente, el profesor Alexander Chaupin, un caballero de Newberry College. El profesor Chaupin se encuentra atormentado por una serie de extraños sueños que tienen como escenario el cercano Cementerio de la Misericordia, adentrándose en una extraña cueva donde habitan pálidas criaturas en moradas construidas con huesos humanos adorando a dioses primitivos en altares con forma de cráneo.
El psiquiatra receta un calmante a su paciente y acuerda con él una reunión posterior a la noche siguiente para visitar el Cementerio de la Misericordia.
A la noche siguiente psiquiatra y paciente se reúnen en el cementerio, y este le revela que el pasaje secreto a las cavernas con el que soñó es real. Inquieto, el psiquiatra acompaña a Chaupin a lo largo de túneles subterráneos que se adentran en la oscuridad. Sin embargo, Chaupin decide adelantarse en las tinieblas y desaparece, dejando a su acompañante solo.
De repente, el psiquiatra escucha aullidos y risas bestiales que surgen de las profundidades y sonidos de pisadas que se acercan, por lo que huye corriendo hacia la salida. Por un momento, antes de que se apague la antorcha, el psiquiatra ve entre los monstruos que le persiguen al profesor Chaupin.